# Juan Ospina
Juan Esteban Ospina Silva (Colombia; 20 de junio de 1989) es un futbolista colombiano. Juega de defensa.

## Trayectoria

### Itagüí Leones
El 24 de septiembre del 2011 debutaría en la Categoría Primera B de Colombia en la derrota 2 a 0 en su visita a Academia FC, adicionalmente jugo con dicho club la Copa Postobon torneo que componen los equipos de la A y la B en la liga profesional Colombiana.

### Alianza FC
Para enero de 2013 se convierte en nuevo jugador del Alianza Fútbol Club de la Primera División de Panamá. Debuta el 19 de enero en la derrota 1-2 frente a San Francisco.
Jugaría tan solo 15 partidos en el club, donde duraría seis meses.

### Chorrillo FC
En junio de 2015 firma por un año con el chorrillo FC de la Primera División de Panamá, alcanzando el subcampeonato en el torneo apertura del año 2015 y el torneo clausura del año 2016 de forma consecutiva.
En este equipo jugaría solo 10 partidos y luego cambiaría de liga.

### Juventus Managua
En agosto del 2016 se marcha al Juventus Managua] de la Primera División de Nicaragua. Debuta el 12 de agosto en la derrota 2 a 1 en su visita al UNAN Managua. Su primer gol como profesional lo marca el 12 de febrero de 2017 en la victoria 3 a 1 sobre el Deportivo Sebaco
En la Primera División de Nicaragua marca el mejor gol de la temporada y es destacado en el once ideal de la liga en varias fechas.

## Clubes
| Club             | País      | Año         |
| ---------------- | --------- | ----------- |
| Itagüí Leones    | Colombia  | 2011        |
| Alianza FC       | Panamá    | 2013        |
| Chorrillo FC     | Panamá    | 2015 - 2016 |
| Juventus Managua | Nicaragua | 2016 - 2017 |
| San Francisco FC | Panamá    | 2017        |
| CAI La Chorrera  | Panamá    | 2019        |

## Estadísticas
| Club                         | Temporada           | Liga  | Liga  | Copa Nacional | Copa Nacional | Copa Internacional | Copa Internacional | Total | Total |
| Club                         | Temporada           | Part. | Goles | Part.         | Goles         | Part.              | Goles              | Part. | Goles |
| ---------------------------- | ------------------- | ----- | ----- | ------------- | ------------- | ------------------ | ------------------ | ----- | ----- |
| Itagüí Leones · Colombia     | 2011/12             | 10    | 0     | 10            | 0             | -                  | -                  | 20    | 0     |
| Itagüí Leones · Colombia     | Total               | 10    | 0     | 10            | 0             | 0                  | 0                  | 20    | 0     |
| Alianza FC · Panamá          | 2013                | 15    | 0     | 0             | 0             | -                  | -                  | 15    | 0     |
| Alianza FC · Panamá          | Total               | 15    | 0     | 0             | 0             | 0                  | 0                  | 15    | 0     |
| Chorillo FC · Panamá         | 2015/16             | 10    | 0     | 0             | 0             | -                  | -                  | 10    | 0     |
| Chorillo FC · Panamá         | Total               | 10    | 0     | 0             | 0             | 0                  | 0                  | 10    | 0     |
| Juventus Managua · Nicaragua | 2016/17             | 31    | 3     | 0             | 0             | -                  | -                  | 31    | 3     |
| Juventus Managua · Nicaragua | Total               | 31    | 3     | 0             | 0             | 0                  | 0                  | 31    | 3     |
| San Francisco FC · Panamá    | 2017/18             | 13    | 0     | 0             | 0             | -                  | -                  | 13    | 0     |
| San Francisco FC · Panamá    | Total               | 13    | 0     | 0             | 0             | 0                  | 0                  | 13    | 0     |
| Total en su carrera          | Total en su carrera | 79    | 3     | 0             | 0             | 0                  | 0                  | 89    | 3     |